# John Woodworth
John Woodworth (* 12. November 1768 in Schodack, Provinz New York; † 1. Juni 1858 in Albany, New York) war ein US-amerikanischer Jurist und Politiker.

## Werdegang
John Woodworth, Sohn von Rachel Fitch und des späteren Senators von New York, Robert Woodworth, wurde während der Regierungszeit von König George III. im Rensselaer County geboren. Seine Jugendjahre waren vom Unabhängigkeitskrieg geprägt. Er studierte Jura bei John Lansing junior am Yale College. Seinen Abschluss machte er 1788 und seine Zulassung als Anwalt erhielt er 1791. Woodworth heiratete Catharine Westerlo (1778–1846). Sie war die Schwester von Rensselaer Westerlo und Halbschwester von Stephen Van Rensselaer III., beide Kongressabgeordnete für New York.
Er praktizierte in Troy. 1792 wurde er zum Loan Commissioner ernannt. Woodworth war von 1793 bis 1804 Vormundschafts- und Nachlassrichter im Rensselaer County. Bei der Präsidentschaftswahl im Jahr 1800 fungierte er als Wahlmann für Thomas Jefferson und Aaron Burr, beide von der Demokratisch-Republikanischen Partei. 1811 wurde er zum Kommissar ernannt, welcher die Landesgesetze überarbeitete. Woodworth bekleidete den Posten als Regent an der University of the State of New York.
1803 saß er für das Rensselaer County in der New York State Assembly. Während dieser Session nominierte ihn die Demokratisch-Republikanische Partei für einen Sitz im US-Senat. Er erlitt aber bei den Vorwahlen gegenüber Theodorus Bailey in einem engen Rennen eine Niederlage. Bailey wurde von einer Fraktion seiner Partei sowie den Föderalisten unterstützt.
Woodworth saß von 1804 bis 1807 im Senat von New York. Im selben Zeitraum, von 1804 bis 1808, war er Attorney General von New York. Von 1819 bis 1828 amtierte er als Richter am New York Supreme Court. Er war eines der letzten Mitglieder im Council of Revision, welcher 1821 durch die Verfassunggebende Versammlung von New York abgeschafft wurde.